# つゆのあとさき
『つゆのあとさき』は、日本の小説家・永井荷風の小説。銀座のカフェーを舞台に、自堕落だがたくましく生きる女給の主人公と軽薄な男たちの様子を描いた作品である。1931年5月に脱稿、「夏の草」という仮題であった。同年の「中央公論」10月号に「つゆのあとさき」として掲載された。1956年、中村登監督により映画化された。

## あらすじ
5月初め、カフェー「ドンフワン」の女給・君江は、新聞にゴシップを書かれたり、何者かに嫌がらせを受けたり、といったことが続くため、易者に運勢を見てもらうが、答えは要領を得ない。
午後3時、店に出勤した君江を客の矢田が待っている。矢田は金回りのよい男で、君江も芝居の切符や羽織、半襟をもらったことがある。その晩、君江が帰るときに、矢田が待ち伏せしていた。矢田は君江につきまとい、結局、神楽坂の待合で一泊する。
翌朝、君江が市谷本村町の貸間に帰ると、愛人の清岡がやって来て、占いの結果を問いかける。実は昨年秋、清岡は偶然見かけた君江の後を付けて、老人（松崎）と芸者（君江の友人、京子）の3人が三番町の待合で夜明かししたのを知っていた。新聞記者に君江のゴシップを伝えたり、年下の諸岡を使って嫌がらせをしたりしていたのも清岡だった。そうとは知らない君江は、昨夜の矢田との一件を後悔しており、その日は店を休んで清岡と過ごすことにした。
清岡の内縁の妻（鶴子）は、夫が芸者やカフェーで遊んでばかりいるのにあきれ、別れを考えている。
ある夜、君江がカフェーに出ている留守に清岡が上がり、帰りを待つことになる。君江はそのことを電話で知らされるが、松崎老人、矢田など指名の客が3人も店に来てしまう。何とか切り抜けた君江は、三番町の待合に清岡を呼んでもらうが、不快に思った清岡は帰ってしまう。代わりに矢田が待合に現れ、君江と一夜を過ごす。
清岡は内縁の妻を留学に行かせることにした。ドンフワンにも行かなくなったが、何とか君江を懲らしめてやりたいと考えており、年下の諸岡に対してくどくど愚痴を言う。同じ夜、君江はタクシーから振り落とされてけがを負い、1週間ほど店を休む。
傷が治った頃（7月初め）、君江は偶然、かつて世話になった川島に出会う。川島は京子のもと旦那で、会社の金を使い込んで刑務所に入っていた。出獄したばかりらしい川島は、落ちぶれた姿をしていた。君江は川島を自室に誘って酒を飲み、一夜を過ごす。朝起きると、川島の姿はなく、遺書が置いてあった。人生に絶望した川島は死に場所を探していたのだった。遺書には君江への感謝の言葉が記されていた。遺書を読んだ彼女は川島の姿を探すために走り出す。

## 登場人物
君江
主人公、20歳。親の勧める縁談を嫌い、17歳で家出。元芸者の友人・京子を頼り、（小石川諏訪町で）私娼となる。昨年春に池之端のカフェーで女給となり、清岡の勧めでまもなく銀座に移ってきた。
清岡進
君江がカフェーに出て以来の愛人で小説家、36歳。流行作家となり芸者遊びやカフェー遊びばかりしている。内縁の妻（鶴子）はそうした進にあきれ、離縁を考えている。父親は帝国大学で漢文を教えていたが既に隠居している。
松崎
君江が私娼をしていたころからの付き合いで、好色な老人。実は法学博士号を持ち、もと高級官僚だったが疑獄事件のため失職したという人物。
矢田
君江の客で、自動車輸入商の支配人。
京子
君江の友人。元は牛込（神楽坂）の芸者で、川島という男の妾になるが、川島が横領で逮捕されたため私娼になる。のちに富士見町（九段）の芸者になる。

## 映画

### 1956年版
中村登脚本・監督で製作。1956年11月28日に公開された。

#### キャスト（1956年版）
- 君江 - 杉田弘子
- 京子 - 山本和子
- 川島 - 日守新一
- 松島 - 東野英治郎
- 矢田 - 多々良純
- 篠田 - 須賀不二男
- 篠田の妻 - 水上令子
- 君江の母 - 本橋和子
- 君江の兄 - 井上正彦
- 村岡 - 田浦正巳
- 清岡の父 - 明石潮
- 清岡進 - 大木実
- 清岡鶴子 - 有馬稲子
- 女給春代 - 桜むつ子
- 女給瑠璃子 - 松島恭子
- 易者 - 稲川善一
- 刑事A - 今井健太郎
- 刑事B - 高木信夫

#### スタッフ（1956年版）
- 監督・脚本 - 中村登
- 企画 - 小倉武志
- 撮影 - 生方敏夫
- 美術 - 浜田辰雄
- 音楽 - 武満徹
- 録音 - 吉田庄太郎
- 照明 - 青松明
- 配給 - 松竹

#### 概要
原作よりも、銀座で女給になるまでの描写が多くなっている。

### 2024年版
2024年6月22日に公開。R15+。舞台をコロナ禍の渋谷に置きかえている。
映画芸術2024年日本映画ベスト９位獲得
キャスト（2024年版）
- 琴音 - 高橋ユキノ[4]
- さくら - 西野凪沙[4]
- 楓 - 吉田伶香[4]
- 清岡 - 渋江譲二[5]
- 矢田 - 守屋文雄[5]
- 木村 - 松㟢翔平[5]
- 野口 - テイ龍進[5]
- 川島 - 前野朋哉[5]

#### スタッフ（2024年版）
- 原案 - 永井荷風
- 監督 - 山嵜晋平[4]
- 脚本 - 中野太、鈴木理恵、山嵜晋平[4]
- 企画・プロデュース - 佐藤友彦
- プロデューサー - 山田真史
- 撮影 - 山村卓也
- 照明 - 津覇実人
- 録音 - 鈴木一貴
- 美術 - 三藤秀仁
- 衣装 - 中村もやし
- ヘアメイク - 河本花葉
- 主題歌 - Lilubay「つゆのあとさき」[6]
- 挿入歌 - Lilubay「琥珀の五月雨」[6]
- 助監督 - 大城義弘
- インティマシーコーディネーター - 西山ももこ
- 撮影助手 - 村田圭佑
- 監督助手 - 山城研二、天木皓太
- 制作主任 - 宮司侑佑
- 製作著作 - BBB
- 配給 - BBB
- 配給協力 - インターフィルム
- 制作 - コギトワークス

## 文献
- 江藤淳『荷風散策　紅茶のあとさき』
- 『断腸亭日乗』